# Zuidlaardermarkt

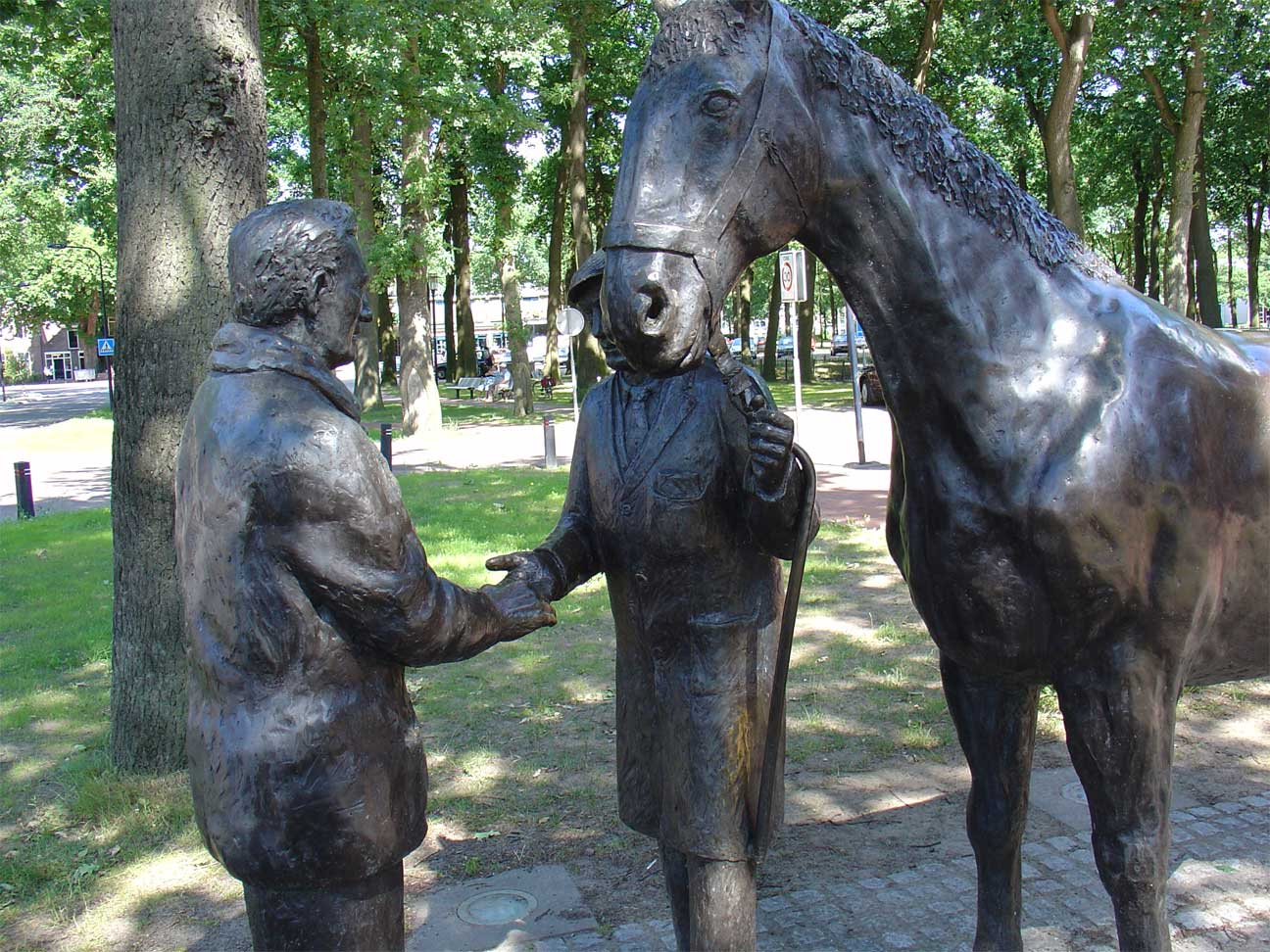
het Zuidlaardermarktmonument, Skulptur von Frans Ram (2000)

Der Zuidlaardermarkt ist eine jährliche Veranstaltung in Zuidlaren, einem Dorf im Norden der Niederlande. Der Zuidlaardermarkt findet immer am dritten Dienstag im Oktober statt.
Die Veranstaltung besteht aus einem der größten Viehmärkte Europas und einem Jahrmarkt mit etwa 350 Ständen und Jahrmarktsattraktionen. Der Jahrmarkt ist immer im Zentrum des Dorfes neben dem Pferdemarkt. Seit der Maul- und Klauenseuche 2001 gibt es hier keine Rinder mehr, sondern in erster Linie Pferde. Bei niederländischen, deutschen und belgischen Pferdehändlern ist der Pferdemarkt sehr populär geworden. Die Geschichte des Zuidlaardermarkt geht bis ins 12. Jahrhundert zurück, der erste Markt fand im Jahr 1200 statt.

## Zahlen und Fakten
Im Jahr 2004 wurden 1883 Pferde und 62 Esel auf dem Zuidlaardermarkt gehandelt. Im selben Jahr gab es 350 Marktbuden, die zusammengenommen eine Länge von 4,2 Kilometer in den Straßen Zuidlarens belegten. Marktmanager ist Jaap Mellema aus der Gemeinde Tynaarlo. Viele Freiwillige helfen bei der Organisation der Veranstaltung, auch der örtliche Gesangsverein macht mit.
| Jahr | Anzahl Pferde / Esel |
| ---- | -------------------- |
| 2001 | 2.220 / 16           |
| 2002 | 1.941 / 36           |
| 2003 | 2.438 / 48           |
| 2004 | 1.883 / 62           |
| 2005 | 1.907 / 15           |
| 2006 | 1.702 / 12           |
| 2007 | 1.815 / 18           |
| 2008 | 2.113 / 8            |
| 2009 | 2.319 / 21           |
| 2010 | 2.043 / 10           |
| 2011 | 2.096 / 30           |
| 2016 | 1.253 / 12           |
| 2017 | 1.754 / 22           |
| 2018 | 1.354 / 22           |